# Документооборот
Документооборот — процесс организации и управления движением документов внутри или снаружи организации. Охватывает все этапы работы с документами от их создания до уничтожения или архивного хранения.

## Основные этапы документооборота
- Создание документа — составление документа с необходимой информацией.
- Регистрация и учёт — присвоение уникального идентификатора для фиксирования документа.
- Передача и распределение — передача документа ответственным лицам или подразделениям.
- Обработка и контроль — действия, такие как согласование, утверждение, подписание.
- Хранение — размещение документа на временное или постоянное хранение.
- Архивирование или уничтожение — окончательное хранение или уничтожение документа по истечении срока хранения.[2]

## Задачи документооборота
- Обеспечение надёжного хранения и быстрой передачи информации.
- Сокращение времени на обработку документов.
- Защита и структурирование данных.

## Типы документооборота
- Внутренний — движение документов внутри организации.
- Внешний — обмен документами с внешними организациями.
- Ручной — передача документов в бумажной форме.
- Электронный — автоматизированное перемещение и хранение цифровых документов.

## Электронный документооборот
Электронный документооборот — система обработки и хранения документов в цифровой форме. Он позволяет:
- Уменьшить время на обработку и передачу документов.
- Сократить расходы на бумажные носители и их хранение.
- Обеспечить доступность и безопасность информации.

## Программное обеспечение для электронного документооборота
Среди популярных систем для электронного документооборота — Microsoft SharePoint, Google Workspace, 1С:Документооборот. Они предоставляют централизованное хранение и возможности для автоматизации процессов.